# Mariusz Wilczyński
Mariusz Wilczyński, pseud. Wilk (ur. 29 kwietnia 1960 w Łodzi) – polski reżyser animacji, malarz, performer, scenograf. Twórca ponad 200 tzw. „Księgoklipów”, czyli wideoklipów do książek.

## Życiorys
Ukończył na łódzkiej ASP malarstwo w pracowni prof. Stanisława Fijałkowskiego i drzeworyt w pracowni prof. Andrzeja Mariana Bartczaka (1986).
Po studiach był aktywny jako malarz i performer. Dopiero dziesięć lat po dyplomie, od 1996 zaczął interesować się filmem animowanym, będąc w tej dziedzinie samoukiem. Praktyczną szkołą animacji były dla niego lata 1996–2000, kiedy co tydzień rysował wymyślone przez siebie „Księgoklipy” dla programu Goniec Kulturalny (TVP1) oraz teledyski animowane, za które w latach 1996–2001 zdobył 6 nagród na Festiwalu Yach Film. Wykładał animację klasyczną na Kunstuniversität w Linzu (2003–2005) i na ASP w Łodzi (2003–2007), a od października 2007 uczy animacji klasycznej w PWSFTViT w Łodzi.
Prowadził w TVP wraz z Agnieszką Szydłowską program poświęcony zjawiskom we współczesnej kulturze i sztuce Po godzinach (2005–2006).
Był autorem animowanej oprawy plastycznej kanału TVP Kultura od początku istnienia stacji (kwiecień 2005) do maja 2010.
Wilczyński tworzy swoje filmy sam: jest autorem scenariuszy, reżyserem, charakterystycznym rysownikiem, animatorem, operatorem kamery, nierzadko autorem muzyki. Często stosuje osobliwy, nadrealny tok narracji, oparty na logice sennych skojarzeń. Realizuje swoje animacje w oryginalnej, wymyślonej przez siebie technice. To wszystko stanowi o wyrazistym, autorskim i osobistym idiomie artysty, dzięki któremu jego filmy są rozpoznawalne. Przy realizacji filmów współpracował z Tomaszem Stańką.
Do filmu nad którym pracował od 2006 roku („Zabij to i wyjedź z tego miasta”) muzykę skomponował i nagrał solo na gitarze elektrycznej lider legendarnej grupy Breakout, Tadeusz Nalepa. Światowa premiera filmu odbyła się 22 lutego 2020 podczas 70. Berlinale.
W opinii Witolda Giersza, współtwórcy polskiej szkoły animacji i nestora światowej animacji: „Wilczyński odważył się zerwać z obowiązującymi kanonami w animacji i wypracował własny styl opowiadania filmowego. W dodatku nieustannie poszukuje nowych środków wyrazu, a to już samo w sobie jest bardzo ważne”.
Krytycy zaliczają Wilczyńskiego do nurtu animacji artystycznej i eksperymentalnej.
Od połowy 2007 artysta ponownie zaktywizował działalność performerską tworząc wyświetlane na wielkich ekranach seanse rysowania i animacji na żywo. Do performance (nazywanych: WILKANOC) zaprasza muzyków z którymi tworzy w pełni improwizowane spektakle. W pokazach Wilczyńskiego udział brali min.: Hong Kong Philharmonic Orchestra, Paryska Orkiestra Kameralna, Membres de l’Ensemble de Tokyo (Tokijska Orkiestra Kameralna), L’Orchestre de Chambre de Geneve, Narodowa Orkiestra Filharmonii Lwowskiej, Orkiestra Sinfonia Varsovia, pianista Boris Bieriezowski, Tomasz Stańko, Michał Urbaniak, Leszek Możdżer, Wojciech Waglewski, Voo Voo, Pink Freud, Fisz Emade / Tworzywo Sztuczne, Fisz Emade / Kim Nowak, Pogodno, Małe Instrumenty, Mateusz Pospieszalski, Ziut Gralak, Włodzimierz Kiniorski.
Mariusz Wilczyński jest pierwszym i dotąd jedynym polskim autorem filmów animowanych, który miał indywidualny, retrospektywny przegląd swoich filmów w Museum of Modern Art w Nowym Jorku (7 maja 2007) oraz pierwszym autorem animacji z Polski, którego film wyświetlano w The National Gallery w Londynie (24 listopada 2007). Miał też retrospektywy swoich filmów w Muzeum Sztuki w Pretorii (26 listopada 2007) oraz w Muzeum Narodowym Brazylii (28 września – 1 listopada 2009).
Kurator ds. filmu w The Museum of Modern Art – Joshua Siegel, rekomendując pokaz Mariusza Wilczyńskiego, powiedział: „Wilczynski należy do najwybitniejszych obecnie artystów animacji na świecie”.
„The New York Times” nazwał Mariusza Wilczyńskiego „jednym z najważniejszych współczesnych twórców animacji artystycznej”.
Jest jednym z bohaterów książki Jerzego Armaty Anima. Mistrzowie polskiej animacji (wyd. EGoFILM, Warszawa 2025).

## Filmografia

### Autorskie filmy animowane
- 1996: Sprawiedliwość
- 1998: Allegro ma non troppo
- 1998: Czasy przeszły
- 1999: From the green hill
- 1999: Nienawidzę
- 1999: Szop, Szop, Szop, Szopę...
- 2000: Wśród nocnej ciszy
- 2000: Mojej mamie i sobie
- 2002: Śmierć na pięć (Śmierć na 5)
- 2004: Niestety
- 2007: Kizi Mizi (Pierwsza Dobranocka dla Szczypiorka), światowa premiera 07.05.2007, MoMA w Nowym Jorku; europejska premiera 09.02. 2008 podczas 58. MFF Berlinale
- 2020: Zabij to i wyjedź z tego miasta, światowa premiera 22.02.2020 podczas 70. MFF Berlinale
- Starczy (alternatywny tytuł: Na mój pogrzeb w czerwonej sukni przyjdź) (w przygotowaniu, planowany na 2026)
- Mistrz i Małgorzata (w przygotowaniu, planowany na 2028)

### Filmy dokumentalne
- Stanisław Fijałkowski. Piękny prawdomówny (w przygotowaniu, planowany na 2021)

### Filmy fabularne
- 1987: Kingsajz – obsada aktorska (kat; nie występuje w napisach),
- 2000: Noc świętego Mikołaja (w Święta polskie) – dekoracja wnętrz, scenografia,
- 2001–2003: Szpital na perypetiach – opracowanie graficzne (czołówka; odcinki: 4–19),
- 2003: Sukces – animacja

## Nagrody filmowe
- 1996 – Sprawiedliwość – Gdańsk (Festiwal Polskich Wideoklipów „Yach Film”) nagroda w kategorii: animacja
- 1998 – Allegro Ma Non Troppo – Gdańsk (Festiwal Polskich Wideoklipów „Yach Film”) nagroda w kategorii: animacja
- 1999 – Nienawidzę – Gdańsk (Festiwal Polskich Wideoklipów „Yach Film”) nagroda w kategorii: animacja
- 2000 From the Green Hill – Gdańsk (Festiwal Polskich Wideoklipów „Yach Film”) nagroda w kategorii: animacja
- 2001 – Wśród Nocnej Ciszy – Gdańsk (Festiwal Polskich Wideoklipów „Yach Film”) nagroda „Drewniany Yach” dla teledysku ciekawego a niedostrzeżonego przez jury
- 2001 – Wśród Nocnej Ciszy – Paryż (III Europejski Festiwal Filmów Niezależnych) nagroda w kategorii: najlepszy film animowany
- 2005 – Niestety. – Chicago (41st The Chicago International Film Festival 2005, Hugo Awards) nagroda „Złoty Hugo” w kategorii: najlepszy film animowany
- 2009 – Kizi Mizi – Essex, Bristol, London, Graz, Athens, Turku, Moscow, Dresden, Berlin, Stockholm, Einhoven, Malaga, Aalborg, Paris, Berlin (5th European Film Festival) nagroda w kategorii: Winner 2008 for the best Lesbian and Gay Film

## Ważniejsze daty
- 1987 – Nagroda (Grand Prix na X Ogólnopolskim Przeglądzie Grafiki Młodych w Krakowie)
- 1989 – Nagroda (Wyróżnienie na X Międzynarodowym Konkursie Grafiki „Exhibition of Print” w Jokohamie)
- 1990 – Nagroda (Wyróżnienie na XI Międzynarodowym Konkursie Grafiki „Exhibition of Print” w Jokohamie)
- 1991 – Nagroda (Nagroda Wydziału Kultury i Sztuki Urzędu Miasta Łodzi za najciekawsze prezentacje młodych twórców)
- 1992 – Nagroda (Grand Prix dla grupy Light Open Society za najlepszy performance na Ave Multimedial Festival w Arnhem)
- 2000
  - Retrospektywa filmów, Centrum Sztuki Współczesnej Zamek Ujazdowski, Kino Lab, Warszawa, Polska
- 2003
  - Retrospektywa filmów, 9. Festiwal Filmowy i Artystyczny "Lato Filmów" w Kazimierzu Dolnym, Polska
- 2005
  - Premiera autorskiej animowanej oprawy TVP Kultura (24.04.2005)
  - Nagroda (Grand Prix („Złoty Glan”) na VII Festiwalu Twórców „Powiększenie” w Łodzi za autorską animowaną oprawę TVP Kultura)
- 2006
  - List gratulacyjny od Prezydenta Rzeczypospolitej Polskiej wręczony 12 kwietnia
  - Nagroda (Wyróżnienie Specjalne na II NYPFF w Nowym Jorku)
  - Pokaz Retrospektywny w Anthology Film Archives w Nowym Jorku
  - Nagroda (Nagroda Hot Bird TV (Satelitarny Oscar) dla TVP Kultura w kategorii Najlepszy Europejski Kanał Kulturalny na 9th The Hot Bird TV Awards w Wenecji)
  - Performance „Mojej Mamie i sobie”, Muzeum Kinematografii, Łódź, Polska
  - Performance WILKANOC z muzyką improwizowaną na żywo w wykonaniu Tomasza Stańko, Centrum Sztuki Współczesnej Zamek Ujazdowski, Warszawa, Polska
  - Performance WILKANOC – PODWÓJNIE z muzyką improwizowaną na żywo w wykonaniu Tomasza Stańko i Michała Urbaniaka, klasztor Dominikanów, Sandomierz, Polska.
  - Retrospektywa filmów, University of Michigan, Lorch Hall, Ann Arbor, Detroit, USA
- 2007
  - Pokaz Retrospektywny w MoMA / The Museum of Modern Art w Nowym Jorku
  - Światowa premiera filmu „Kizi Mizi” w MoMA / The Museum of Modern Art w Nowym Jorku
  - Pokazy filmu „Śmierć na 5” w IFC Center w Nowym Jorku
  - Nagroda (Nagroda Hot Bird TV (Satelitarny Oscar) dla TVP Kultura w kategorii Najlepszy Europejski Kanał Kulturalny na 10th The Hot Bird TV Awards w Wenecji)
  - Retrospektywa filmów, Kino Babylon Kreuzberg, Berlin, Niemcy
  - Performance WILKANOC z muzyką improwizowaną na żywo w wykonaniu Tomasza Stańko, Kino Babylon Kreuzberg, Berlin, Niemcy
  - Pokaz Retrospektywny w Pretoria Art Museum / South Africa
  - Pokaz filmu „Niestety” w The National Gallery w Londynie
- 2008
  - Europejska premiera filmu „Kizi Mizi” w ramach oficjalnej selekcji na 58 .MFF Berlinale 2008,Niemcy
  - Pokazy filmu „Kizi Mizi” w kinoteatrze Chudożestwiennyj / Moskwa, Rosja
  - Nominacja do Nagrody TVP Kultura „Gwarancja Kultury” w kategorii „Wydarzenie 2007” za prezentacje filmu „Kizi Mizi” w Museum of Modern Art w Nowym Jorku
  - Retrospektywa filmów, 1. Międzynarodowy Festiwal Filmów Animowanych Animator w Poznaniu, Polska
  - Performance WILKANOC 5, Ceremonia Zamknięcia 51st DOK Leipzig Festival 2008 / Lipsk, Niemcy
  - List gratulacyjny od Dyrektor Polskiego Instytutu Sztuki Filmowej
  - Pokazy filmu „Kizi Mizi” w Konkursie Głównym Festiwalu w Annecy, Francja
  - „Śmierć na pięć” i „Niestety” umieszczone zostają w „Antologii Polskiej Animacji Eksperymentalnej”
- 2009
  - Premiera nowej autorskiej animowanej oprawy TVP Kultura (24.01.2009)
  - Performance WILKANOC 9 w National Museum of Brasil / Brazylia
  - Retrospektywa filmów w National Museum of Brasil (29.09-30.10.2009) / Brazylia
  - Obrona doktoratu na Wydziale Filmu Animowanego w PWSFTViT w Łodzi.
- 2010
  - Nagroda (Nagroda Honorowa TVP Kultura „Gwarancja Kultury” za nadanie charakteru antenie TVP Kultura)
  - Projekcja filmu „Chop, Chop, Chop, Chopin..” w Walter Reade Theater, Lincoln Center, Nowy Jork
  - 6 Performance’s WILKANOC w ramach koncertów „Męskie Granie” (17.07.-28.08.2010) Gdańsk, Katowice, Poznań, Kraków, Wrocław, Warszawa, Żywiec
  - Performance WILKANOC 21, 51st. Dublin Theatre Festival, Liberty Hall Theatre, Dublin, Irlandia
  - Performance WILKANOC, 36th Summer Film School, Uherské Hradiště, Czechy.
  - Retrospektywa filmów, Toronto Animated Image Society, School of Image Arts, Ryerson University, Toronto, Kanada
- 2011
  - Pełna Retrospektywa podczas 11.MFF Nowe Horyzonty we Wrocławiu
  - Biograficzna książka pt. „Z Armatą na Wilka. Animowany blues Mariusza Wilczyńskiego”, autor: Jerzy Armata.
  - 7 Performance’s WILKANOC z Wojciechem Waglewskim i Voo Voo w ramach koncertów „Męskie Granie 2011”, Żywiec, Warszawa, Kraków, Lublin, Gdańsk, Wrocław, Poznań.
  - Projekcje filmów „Śmierć na pięć” i „Niestety” m.in. w Barbican Centre w Londynie, City Cultural Center w Pekinie, Kiev Cinema w Kijowie, Passage Kinos w Berlinie, Chofu City Cultural Center Tezukuri w Tokio.
- 2012
  - Nagroda – Platynowa Płyta za CD i DVD „Męskie Granie 2011” wręczona w studio koncertowym im. Agnieszki Osieckiej w Polskim Radio Program 3
  - Nagroda Polskiego Instytutu Sztuki Filmowej – „Najlepsza Książka o tematyce filmowej w 2011” dla biograficznej książki autorstwa Jerzego Armaty „Z Armatą na Wilka. Animowany blues Mariusza Wilczyńskiego”
  - Pokaz filmu „Kizi Mizi”, Walter Reade Theater, Lincoln Center, Nowy Jork
  - Pokazy filmu „Niestety”, Summerhall, Edinburgh International Festival, Edynburg
  - Performance WILKANOC z muzyką live: Tomasz Stańko, Fisz Emade, Teatr Stary, Lublin
  - Pokazy filmu „Kizi Mizi” w Dom Kino w Petersburgu, Kino Rodina w Petersburgu, kino Pobieda w Nowosybirsku, Dom Kino w Krasnojarsku, kinoteatr Chudożestwiennyj w Moskwie.
  - Pokazy filmów „Niestety” i „Śmierć na pięć” Trebon (Czechy), Tallinn (Estonia), Padwa (Włochy), Maribor (Słowenia), Warna (Bułgaria), Dublin (Irlandia), Espinho (Portugalia), Tallinn (Estonia), Moskwa (Rosja), Bilbao (Hiszpania), Nantes (Francja), Oslo (Norwegia).
- 2013
  - Nagroda – Złota Szczota dla najbardziej interesującego Artysty Offowego za rok 2012 wręczona podczas Offensywy de Luxe w studio koncertowym im. Agnieszki Osieckiej w Polskim Radio Program 3 http://www.polskieradio.pl/9/200/Artykul/752800,Offensywa-De-Luxe-po-raz-siodmy-[WIDEO]
  - 4X Performance „Karnawał Zwierząt” z muzyką live w wykonaniu: Boris Bieriezowski – fortepian i Membres de l’Orchestre de Chambre de Paris (Paryska Orkiestra Kameralna), La Folle Journée, Nantes, Francja http://www.polskieradio.pl/9/359/Artykul/789104,Polski-animator-ukradl-show-francuskim-wirtuozom
  - 4X Performance „Karnawał Zwierząt” z muzyką live w wykonaniu: Boris Bieriezowski – fortepian i Membres de l'Ensemble de Tokyo (Tokijska Orkiestra Kameralna), La Folle Journée, Tokyo International Forum, Tokio, Japonia http://www.lfj.jp/lfj_2013e/artist/detail/art_106.html
  - Performance „Bolero” z muzyką live w wykonaniu: orkiestra Sinfonia Varsovia, La Folle Journée, Tokyo International Forum, Tokio, Japonia http://www.lfj.jp/lfj_2013e/artist/detail/art_106.html
  - Pokazy filmów „Niestety” i „Śmierć na pięć” w Tampere (Finlandia), Kecskemet (Węgry), Zylina (Słowacja), Rio de Janeiro (Brazylia), São Paulo (Brazylia), Torreron (Meksyk), Banja Luca (Bośnia i Hercegowina), Paris (Francja).
  - 2X Performance „Karnawał Zwierząt” i „Bolero” z muzyką live w wykonaniu Orkiestry Sinfonia Varsovia, Teatr Wielki – Opera Narodowa, Warszawa, Polska
- 2014
  - Srebrny Medal „Zasłużony Kulturze Gloria Artis” przyznany przez Ministra Kultury i Dziedzictwa Narodowego.
  - Performance „Le Carnaval des Animaux” z muzyką live w wykonaniu: L’Orchestre de Chambre de Geneve, Teatr Bâtiment des Forces Motrices, Genewa, Szwajcaria
  - Retrospektywa filmów w Pera Museum w Stambule, Turcja
  - Retrospektywa filmów w Tokyo International Forum, Tokio, Japonia
  - Retrospektywa filmów podczas 18th International Film Festival SICAF, Seul, Korea
  - Retrospektywa filmów podczas 25th Ankara Film Festival, Ankara, Turcja
  - Projekcje filmów „Śmierć na 5” oraz „Niestety” w Nowym Jorku (Stany Zjednoczone), Budapeszcie (Węgry), Corfu (Grecja), Uppsala (Szwecja), Seoul (Korea)
- 2015
  - Performance WILKANOC z muzyką na żywo J.S. Bacha „Cello Suite no. 2 in D-minor” w wykonaniu Marcela Markowskiego z Orkiestry Sinfonia Varsovia, Gala Nagrody Radia TOK FM, Muzeum Historii Żydów Polskich POLIN w Warszawa, Polska.
  - Performance WILKANOC z muzyką na żywo J.S. Bacha „Cello Suite no. 2 in D-minor” w wykonaniu Marcela Markowskiego z Orkiestry Sinfonia Varsovia, festiwal Szalone Dni Muzyki, Teatr Wielki – Opera Narodowa w Warszawie, Polska.
- 2016
  - Retrospektywa filmów podczas 19th Holland Animation Film Festival, Utrecht, Holandia
- 2017
  - Retrospektywa filmów podczas 40th Mill Valley Film Festival, San Francisco, USA
  - Performance WILKANOC z muzyką improwizowaną na żywo w wykonaniu Trance Mission (Los Angeles), 40th Mill Valley Film Festival, San Francisco, USA
  - Performance WILKANOC z muzyką improwizowaną na żywo w wykonaniu Wojciecha Waglewskiego, Finał NInA. Dekada kultury audiowizualnej, Warszawa, Polska
  - Pomysłodawca Aukcji dzieł sztuki na rzecz Festiwalu Malta w Poznaniu.
  - Projekcje filmów „Kizi Mizi" oraz „Niestety” w Real Art Ways Cinema w Hartford, USA
  - Projekcje filmów „Kizi Mizi” oraz „Niestety” w Berkeley Art Museum and Pacific Film Archive, USA
  - Projekcje filmów „Kizi Mizi” oraz „Niestety” w Gene Siskel Film Center w Chicago, USA
  - Marche du Film Festival Cannes 2017 – prezentacja zwiastunów powstającego filmu „Zabij to i wyjedź z tego miasta” (2019), Film Festival Cannes, Francja
- 2018
  - Performance WILKANOC z muzyką na żywo A. Panufnika i K. Pendereckiego w wykonaniu Hong Kong Philharmonic Orchestra na Gali otwarcia 32th Hong Kong International Film Festival, Hong Kong, Chiny
  - Retrospektywa filmów w ramach cyklu „Mistrzowie Polskiej Animacji” w Muzeum Narodowym w Warszawie, Polska
  - Retrospektywa filmów podczas 14th World International Animated Film Festival 2018, Warna, Bułgaria
  - Retrospektywa filmów w ramach cyklu "Historia Polskiej Animacji", Kino Kosmos, Katowice, Polska
  - Retrospektywa filmów i wystawa rysunków do filmów, Progress Gallery, Paryż, Francja
  - Retrospektywa filmów, Gobelins, l'École de l'image, Paryż, Francja
- 2019
  - Retrospektywa filmów podczas 37th Bergamo Film Meeting, Auditorium di Piazza Libertà, Bergamo, Włochy
  - Retrospektywa filmów w MO.CA – Centro per le nuove culture, Palazzo Martinengo Colleoni, Brescia, Włochy
  - Retrospektywa filmów, Mistrzowie Polskiej Animacji, Muzeum Narodowe, Warszawa, Polska
  - 2 Performance's z Wojciechem Waglewskim, Lechem Janerką i Fiszem w ramach koncertów „Męskie Granie” z okazji jubileuszu 10-lecia (17- 24.08.2019) Warszawa, Żywiec, Polska
  - Performance WILKANOC z muzyką na żywo – Symfonia e-moll op. 7, "Odrodzenie" M. Karłowicza w wykonaniu Narodowej Orkiestry Filharmonii Lwowskiej, Nowohuckie Centrum Kultury, Kraków, Polska
- 2020
  - Światowa premiera pełnometrażowego filmu animowanego "Zabij to i wyjedź z tego miasta" na 70. MFF Berlinale w ramach konkursu "Encounters", Berlin, Niemcy[7][8][3].